# カール・ブッセ

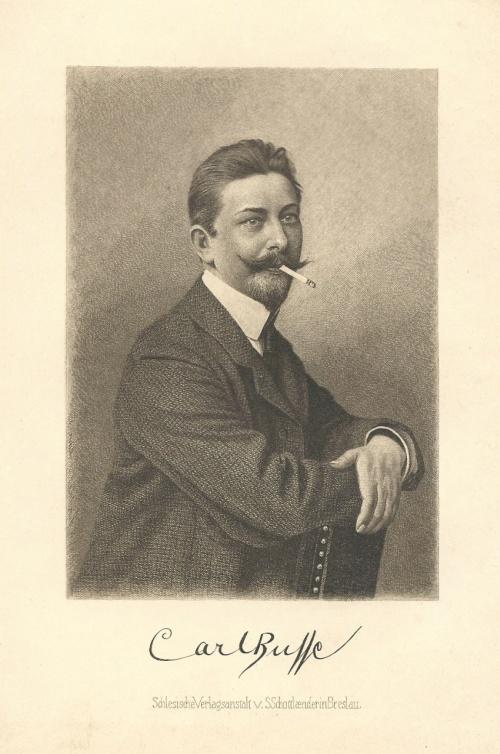

カール・ヘルマン・ブッセ（Carl Hermann Busse　独:Karl Hermann Busse, 1872年11月12日 - 1918年12月4日）はドイツの詩人・作家。

## 経歴
ドイツ帝国ポーゼン管区ビルンバウム近郊のリンデンシュタット（現在のポーランド・ヴィエルコポルスカ県ミェンジフト）生まれ。新ロマン派に属した。ヘルマン・ヘッセの詩才を高く評価し、自ら編集する「新進ドイツ抒情詩人」シリーズにヘッセの『詩集』を加えている。
日本では、上田敏が1905年（明治38年）に訳詩集『海潮音』に収めた「山のあなた（Über den Bergen）」で知られる。上田の名訳のおかげで「山のあなた」は国語教科書にもたびたび採用されたのでドイツ本国では殆ど無名のブッセは日本での方が随分有名と言われている。オトマール・シェック、アルバン・ベルク、下総皖一がこの詩による歌曲を作曲している（下総は上田敏訳による）。
冒頭の一節は、2代目三遊亭歌奴（後の3代目三遊亭圓歌）が新作落語『授業中（山のあな）』でネタにして人気を博し、後年、後輩の5代目鈴々舎馬風が新作落語『会長への道』の作中で「あれであの人（圓歌）は落語協会会長になったようなもの」と評した程の一時代を築いた。